# Tommaso Tittoni

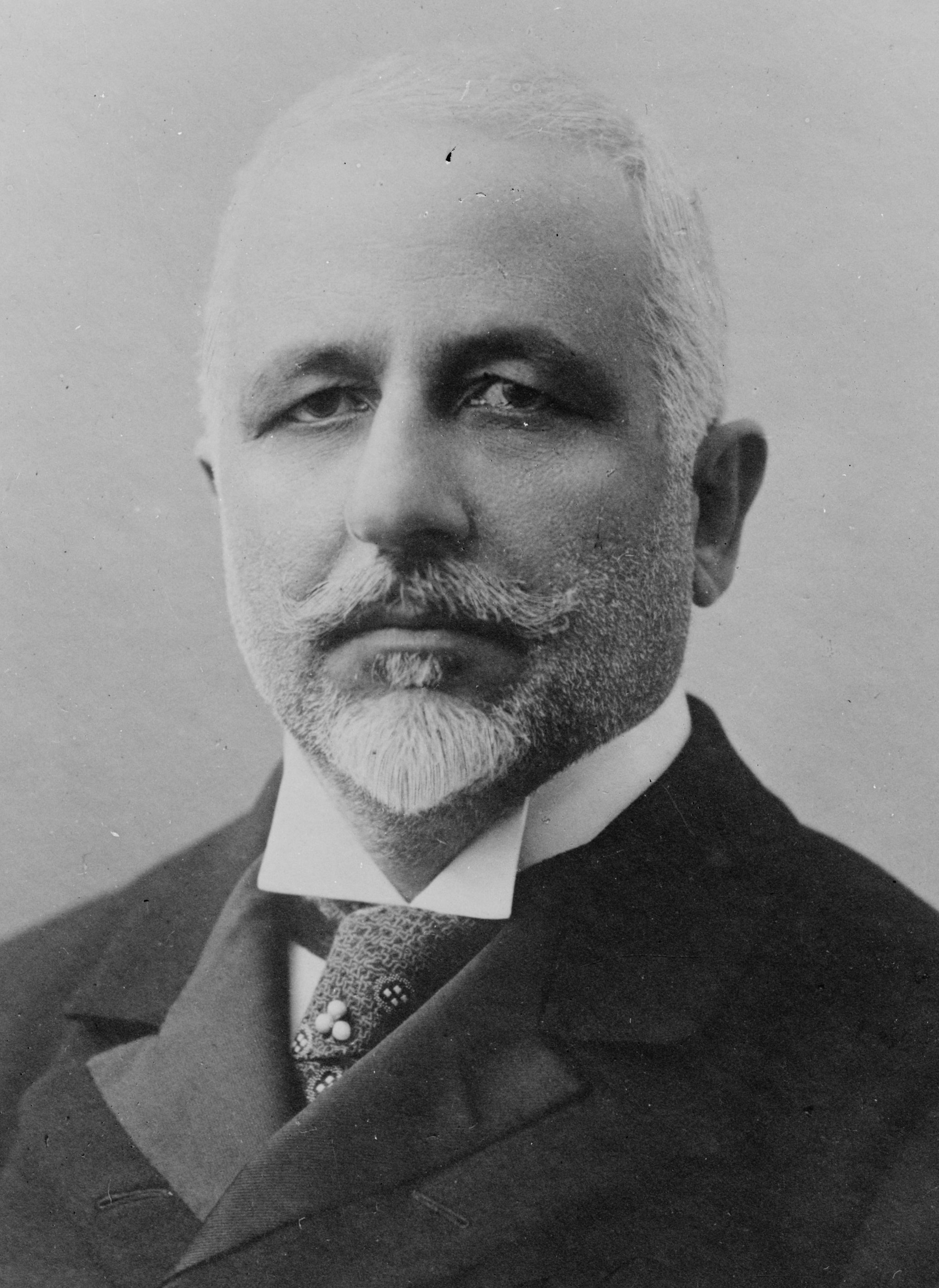
Tommaso Tittoni.

Tommaso Tittoni (Rome, 16 november 1855 - 7 februari 1931) was een Italiaans diplomaat en politicus.

## Levensloop
Zijn vader Vincenzo was een pachtboer op grote schaal in La Manziana en had in 1849 deelgenomen aan de verdediging van de Romeinse Republiek onder Giuseppe Garibaldi, waardoor hij in 1860 door Paus Pius IX uit Rome verbannen werd. In 1870 kon Vincenzo echter terugkeren nadat de Italiaanse troepen Rome veroverden. Tommaso zelf werd onderwezen in Napels en vervolgens in Oxford en Luik.
In 1886 werd hij verkozen in de Kamer van Afgevaardigden en behoorde tot de rechterzijde. In 1897 trad hij af als afgevaardigde om prefect van Perugia te worden. In 1900 stopte hij met deze functie en verhuisde naar Napels en twee jaar later werd hij senator. 
Toen Giovanni Giolitti in 1903 zijn tweede regering vormde, werd Tittoni minister van Buitenlandse Zaken. Hij wilde de relaties met Oostenrijk verbeteren en probeerde ook verzoening te brengen tussen Italië en Frankrijk. Het was in feite onder zijn leiding dat de Franse president Émile Loubet een bezoek bracht aan Rome. Toen Giolitti in maart 1905 aftrad, werd Tittoni voor enkele dagen interim-premier en werd in de regering van Alessandro Fortis opnieuw minister van Buitenlandse Zaken. Eind december 1905 viel diens regering na ophef over een commercieel verdrag tussen Italië en Spanje. Fortis vormde een tweede regering, maar daar maakte Tittoni geen deel van uit.
In maart 1906 werd hij ambassadeur in Londen, maar in mei keerde hij al terug naar Italië om opnieuw minister van Buitenlandse Zaken te worden in de derde regering van Giovanni Giolitti. Hij zette zijn beleid van het verbeteren van de relaties met Oostenrijk verder, wat zijn populariteit niet echt bevorderde. Na de Oostenrijkse annexatie van Bosnië en Herzegovina hoopte Italië om ook een deel te mogen ontvangen, maar de teleurstelling was bijzonder groot toen dit niet gebeurde. Desondanks bleef hij in functie tot de val van de regering-Giolitti III in december 1909.
In april 1910 werd hij ambassadeur in Parijs. Toen in 1914 de Eerste Wereldoorlog uitbrak, ging zijn voorkeur naar neutraliteit. Uiteindelijk besloot Italië om toch in de oorlog te stappen en de kant van de geallieerden te kiezen. Tittoni liet zijn afkeur in tegenstelling tot Giovanni Giolitti niet duidelijk merken. Hij voelde zich steeds minder op zijn gemak in Parijs en diende in november 1916 zijn ontslag in als ambassadeur. Na het einde van de oorlog werd Tittoni in juni 1919 in de regering van Francesco Saverio Nitti
minister van Buitenlandse Zaken en vertegenwoordigde hij Italië bij de onderhandelingen van de Vrede van Parijs. Dit zware werk had een slechte invloed op zijn gezondheid en in november 1919 trad hij af als minister wegens gezondheidsredenen. Ondanks zijn slechte gezondheid werd hij in december 1919 voorzitter van de Senaat en gedelegeerde van Italië bij de Raad en de Assemblée van de Volkenbond. Deze twee laatste mandaten moest hij wegens zijn slechte gezondheid al gauw opgeven, maar hij bleef Senaatsvoorzitter tot in januari 1929.
Na de Mars op Rome werd Tittoni een voorstander van de fascistische regering van Benito Mussolini en was van 1929 tot 1930 de eerste voorzitter van de Koninklijke Academie van Italië, de belangrijkste culturele instelling gedurende de fascistische dictatuur. In februari 1931 overleed Tittoni op 75-jarige leeftijd.